# عبد الحق الصقلي
أبو محمد عبد الحق بن محمد بن هارون التميمي السهمي الصقلي ( ؟ - 1074) عالم ومدرس مسلم في القرن الخامس الهجري. ولد في صقلية لعائلة من بني سهم وتفقه فيها وفي القرويين. حجّ مرتين ولقي إمام الحرمين أبو المعالي في 450 هـ وباحثه. استوطن مصر بعد حجه أخيره وتوفي بها. كان فقيهاً مالكياً ومدرساً وله تآليف في الأصول والفروع منها النكت والفروق لمسائل المدونة وكتاب تهذيب الطالب. وله عقيدة رويت عنه وله جزء في‌ ضبط ألفاظ المدونة.

## سيرته
ولد عبد الحق بن محمد بن هارون في صقلية في عام مجهول وتفقه بشيوخ القرويين والصقليين فمن شيوخه بصقلية أبو بكر بن أبي العباس والفقيه أبو بكر الفاسي وأبو عبد الله بن الأجدابي وأبو عبد الله مكي القرشي؛ وتفقه مع التونسي والسيوري وبابن بنت خلدون وغيرهم.

حجِّ مرتين فلقي في إحداهما أبا محمد عبد الوهاب ابن نصر وأبا ذر الهروي وحج أخيراً بعد أن أسنَّ وكبر، وبعد صيته فلقي بمكة أمام الحرمين أبا المعالي وذلك بعد خمسين فباحثه وسأله عن مسائل إجابة عنها أبو المعالي وهي مؤلفة مشهورة، وكان عبد الحق يعترف بفضله.

ذهب عبد الحق بعد هذا إلى مصر إلى أن توفي فيها بالإسكندرية سنة 466 هـ/ 1074 م.

## مؤلفاته
- النكت والفروق لمسائل المدونة: ويقال إنه ندم بعد ذلك على تأليفه. يُعدّ من أوائل المصنفات التي اعتنت بكتاب المدونة لسحنون، و من أوّل ما صنّف عبد الحق الصقلي، فقد ذكر في مقدمة أنه ابتدأه سنة 418 هـ/ 1028 م. وقسّم الكتاب إلى مجموعة من الكتب يتخلل بعضها فصول، مبتدئا بكتاب الطهارة، ومختتما بكتاب الديات، وبلغ مجموعها 82 كتاباً.
- النكت، كتابه الكبير
- استدارك على مختصر البراذعي

## من شعره
وله يرثي ابنه عمران: